# Uuemõisa (Kleindorf)
Koordinaten: 58° 56′ N, 23° 35′ O
Uuemõisa (deutsch Neuenhof) ist ein Dorf (estnisch küla) in der Stadtgemeinde Haapsalu (bis 2017: Landgemeinde Ridala) im Kreis Lääne in Estland.
Der Ort hat 33 Einwohner (Stand 31. Dezember 2011).